# Gâvres
Gâvres is een Franse gemeente in het departement Morbihan. De gemeente telde 685 inwoners op 1 januari 2022. Het is een van de 25 gemeenten in het gemeentelijk samenwerkingsverband Lorient Agglomération. Gâvres ligt in het zuiden van Bretagne, op een schiereiland aan de Golf van Biskaje.

## Geografie
De onderstaande kaart toont de ligging van Gâvres met de belangrijkste infrastructuur en aangrenzende gemeenten.

## Demografie
Onderstaande figuur toont het verloop van het inwonertal, bron: INSEE-tellingen. 